# Menton (anatomie)
Cet article concerne la partie du visage. Pour la commune française située à la frontière franco-italienne, voir Menton (Alpes-Maritimes).

Anatomie du menton.

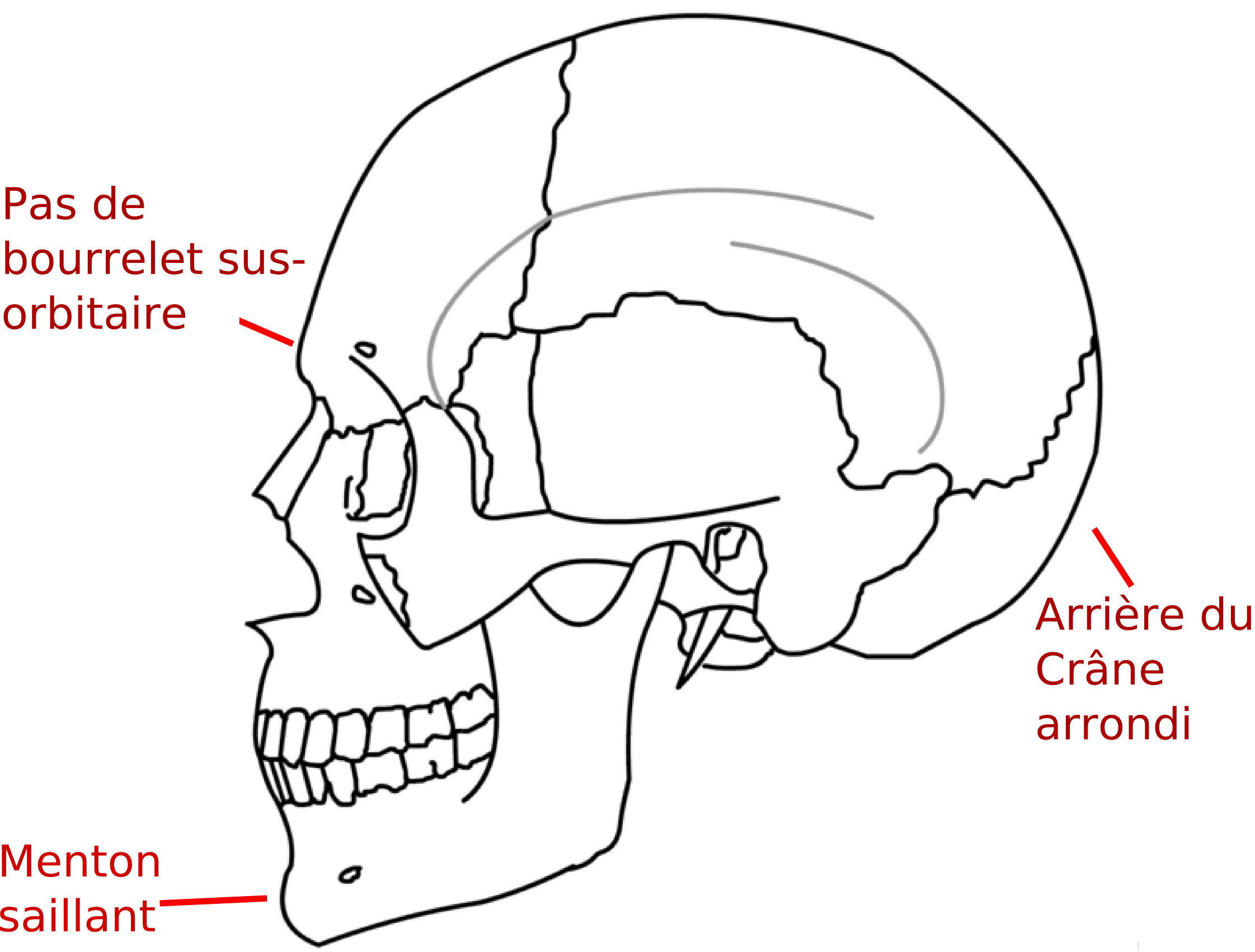
Les caractères dérivés propres au crâne humain.

Chez l'être humain, le menton (du latin mentum) est la partie saillante à la pointe de la mandibule du visage située sous la bouche. Constituant anatomiquement parlant une protubérance osseuse au niveau de la limite antéro-inférieure de la symphyse mandibulaire, il est plus ou moins marqué selon les individus. On peut aussi remarquer dans certains cas une absence du menton.
Malgré ces importantes variations morphologiques, ce caractère sexuel secondaire est toujours considéré comme saillant chez l’homme moderne, sauf cas pathologiques.
Le mouvement volontaire de saillie mentonnière est assurée par l’extrémité de la sous-unité corporéale de l’os mandibulaire et par le muscle releveur du menton (aussi nommé houppe du menton ou incisif inférieur). Ce petit muscle est un faisceau de fibres musculaires conoïdes, implanté de chaque côté de la symphyse du menton au niveau des incisives. Il permet de relever la peau en la fronçant. La sensibilité cutanée est assurée par la branche V3 du nerf trijumeau passant via le foramen ovale.
La génioplastie est la chirurgie esthétique du menton.

## Anatomie
Le menton est composé d'une éminence mentonnière (appelée aussi protubérance mentonnière) qui forme un triangle à base nettement élargie, délimitée par des bosses ou saillies situées latéralement sur l’éminence mentonnière, les tubercules mentonniers.

## Évolution
Le menton est, dit-on[Qui ?], « le propre de l'Homme ». Cette caractéristique distinctive peut être due à une autapomorphie d’Homo sapiens, mais elle apparaît en fait chez le genre Homo, quoique l'Homme de Néandertal, cousin de l'Homo sapiens, en soit dépourvu. Les Hominoïdes non humains ont par contre une mâchoire inférieure incurvée à l'intérieur, d'où la présence à cet endroit d'une bordure saillante, appelée bord simien (en).
Il est dû à une résorption importante du tissu osseux au niveau de la surface antérieure du processus alvéolaire, sous les incisives.
Les raisons de la mise en place du menton et de son intérêt adaptatif restent à l’heure actuelle débattues et plusieurs hypothèses ont été émises : dérive génétique liée à une réduction de la taille des dents et concordant avec la domestication du feu qui voit les Hommes privilégier la consommation d'aliments cuits, réduction des pressions et torsions importantes subies par la mandibule lors de la mastication ; conservation de la position verticale des dents dans une face particulièrement orthognathe, et donc plus rétractée que celles des autres primates (notamment des autres hominidés) ; alternativement ou additionnellement, le menton peut être un exemple de sélection sexuelle ; aucun intérêt adaptatif (conservation de gènes du développement pléiotropiques),,.

## Dimorphisme sexuel
Chez l'être humain, le dimorphisme sexuel, peut-être dû à la sélection sexuelle, se traduit par des différences anatomiques, notamment une mâchoire carrée et un petit menton chez les hommes (en liaison avec une production plus importante de testostérone), un bas du visage plus fin et un menton plus prononcé chez les femmes. Selon une étude anthropologique en 2014, les caractères faciaux de l'homme moderne se seraient féminisés, pour tendre vers une mâchoire plus prognathe et un menton plus proéminent depuis les 80 000 dernières années, phénomène lié à la baisse générale des niveaux de testostérone chez les hommes qui ont développé des interactions sociales empreintes de moins de violence et de plus de tolérance.